# Balabandere
Balabandere (bulgariska: Балабандере) är ett vattendrag i Bulgarien.   Det ligger i regionen Burgas, i den östra delen av landet, 300 kilometer öster om huvudstaden Sofia.
I omgivningarna runt Balabandere växer i huvudsak lövfällande lövskog. Runt Balabandere är det ganska glesbefolkat, med 47 invånare per kvadratkilometer.